# Batalion (ptak)
Batalion, bojownik batalion, bojownik zmienny, biegus bojownik, bojownik odmienny (Calidris pugnax) – gatunek średniej wielkości ptaka wędrownego z rodziny bekasowatych (Scolopacidae).

## Systematyka
Nazwę zgodną z zasadami nazewnictwa binominalnego ustalił w 1758 roku Karol Linneusz w 10. edycji Systema Naturae, którą uważa się za początek nomenklatury zoologicznej. Autor nadał batalionowi nazwę Tringa Pugnax. Jako miejsce typowe wskazał Europę, co później zawężono do Szwecji.
Dawniej umieszczany w monotypowym rodzaju Philomachus, jednak na podstawie badań, których wyniki opublikowano w 2012 roku, przeniesiono go do rodzaju Calidris. Międzynarodowy Komitet Ornitologiczny (IOC) oraz autorzy Handbook of the Birds of the World nie wyróżniają podgatunków.

## Występowanie
Zamieszkuje północną i północno-wschodnią Europę oraz Syberię po Morze Ochockie i Cieśninę Beringa. Zimuje w Europie Zachodniej, Afryce Północnej i Subsaharyjskiej, na Bliskim Wschodzie, w Indiach i Azji Południowo-Wschodniej aż po Wielkie Wyspy Sundajskie i Filipiny. Czasem skraca wędrówkę i dolatuje tylko do Morza Północnego i Wielkiej Brytanii. Przeloty w marcu–maju i lipcu–październiku. Podczas wędrówek jest jednym z najliczniejszych bekasowców obserwowanych w Polsce. Sporadycznie zalatuje do Ameryki Północnej i Australii.
W Polsce populacja lęgowa bataliona jest na granicy wymarcia. W latach 2013–2018 szacowano, że liczba zakładających gniazda samic w jednym sezonie zawierała się w przedziale 0–3, choć jeszcze na początku wieku szacowano ją na 50 do 80 samic, na rozproszonych, nieregularnie zajmowanych stanowiskach głównie w północnej części kraju. Gwałtowny spadek liczebności następował od lat 80. XX wieku; jeszcze na przełomie lat 70. i 80. oceniano ją na 300–400 samic, a w połowie lat 80. – na 150–200 samic. Batalion występuje głównie na Bagnach Biebrzańskich, ale nastąpił tam drastyczny spadek liczebności związany z zarastaniem torfowisk. Poza tym dawniej gniazdował w dolinie Bugu (rejon Drohiczyna i Serocka) oraz nad Zalewem Sulejowskim na Pilicy. Pojedyncze lęgi stwierdzano również na Polesiu Lubelskim, nad jeziorem Jamno i u ujścia rzeki Redy. Z pewnością przestał już gniazdować, ze względu na osuszenie terenu, na Bagnach Kramskich w byłym woj. konińskim, w dolinie Narwi (okolica Suraża i Tykocina) i w dolinie Bzury (rejon Łęczycy). W Polsce, obok Niemiec, Belgii, Holandii i Francji, przebiega jego południowa granica występowania.

## Morfologia
Wygląd

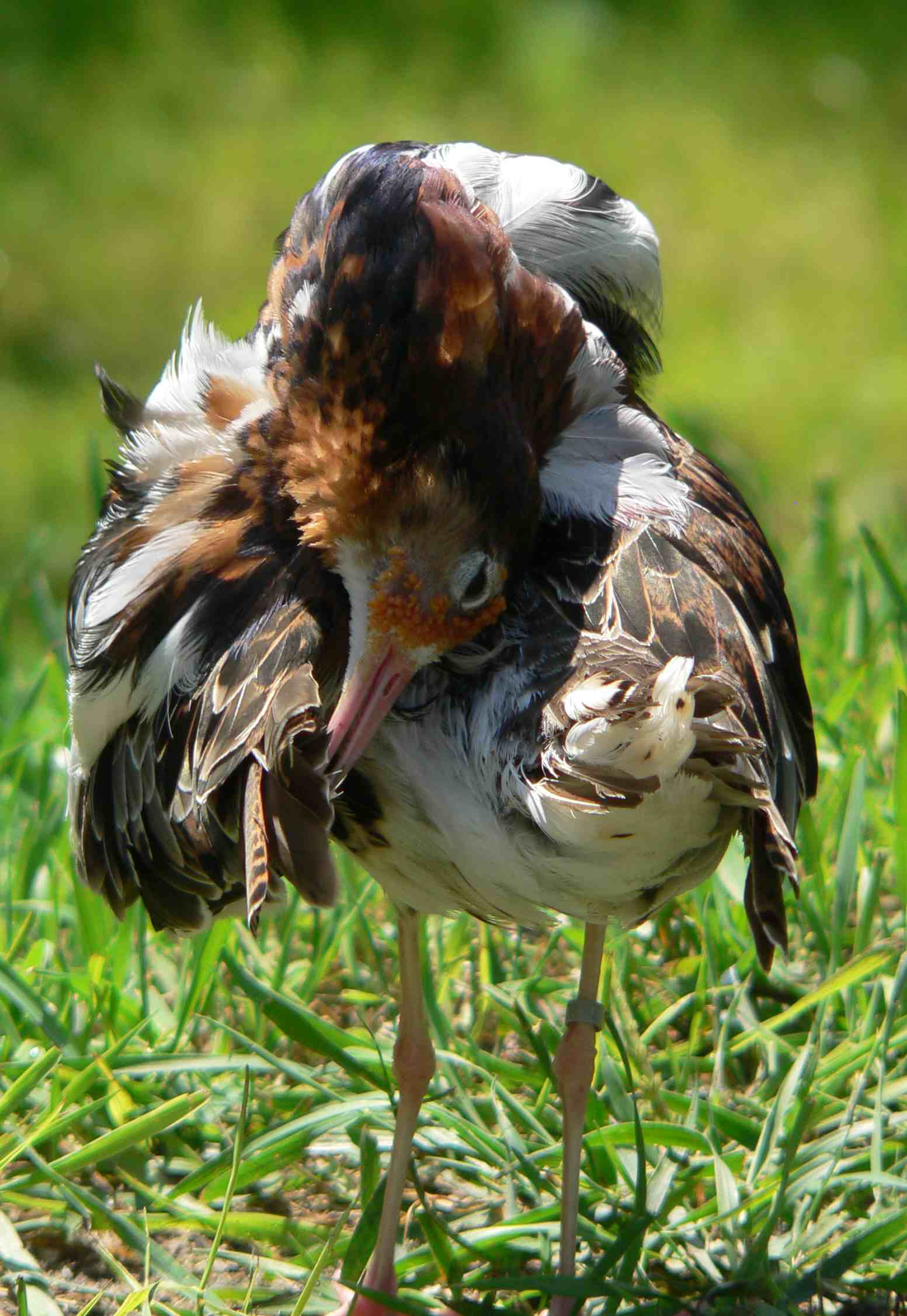
Samiec terytorialny w upierzeniu godowym

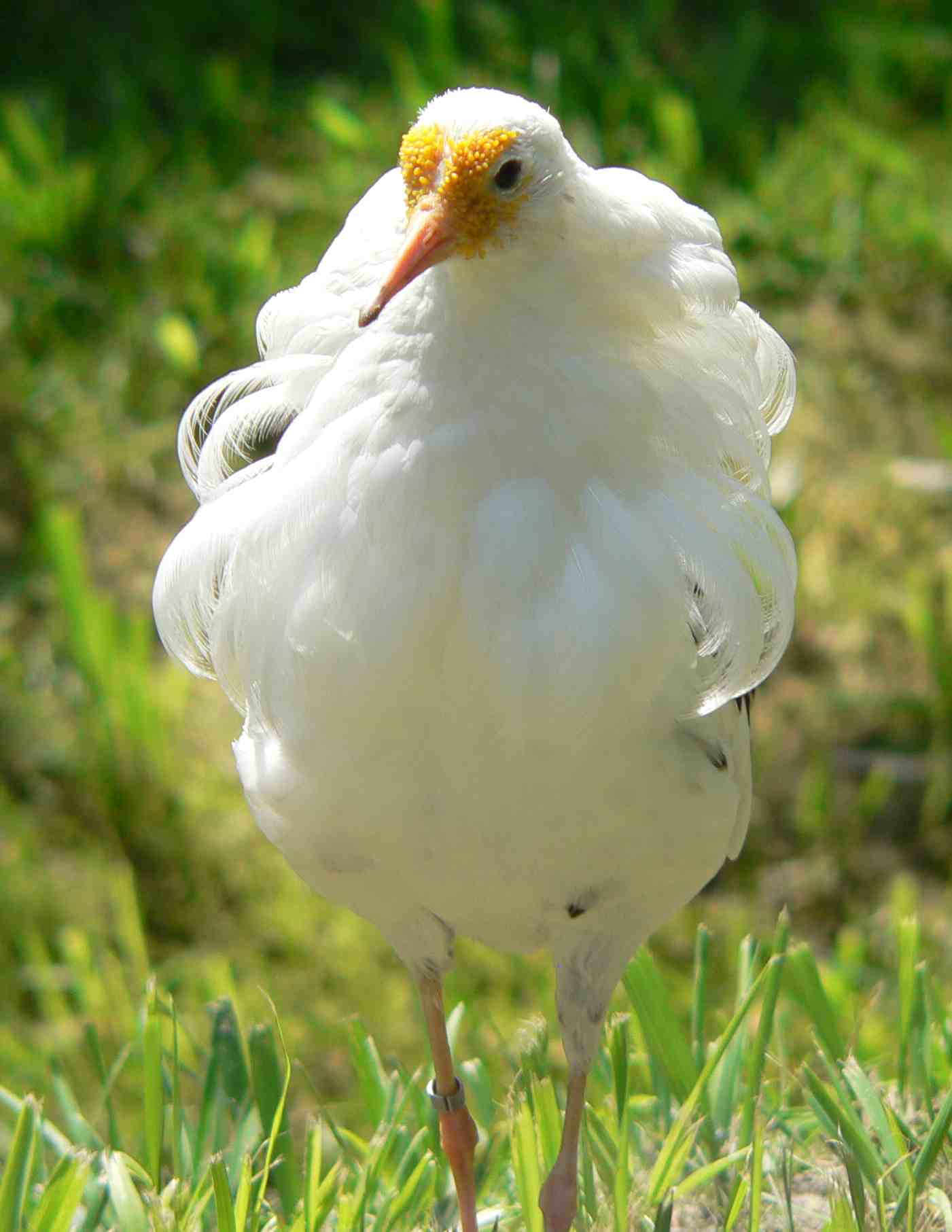
Samiec satelitarny z białą kryzą

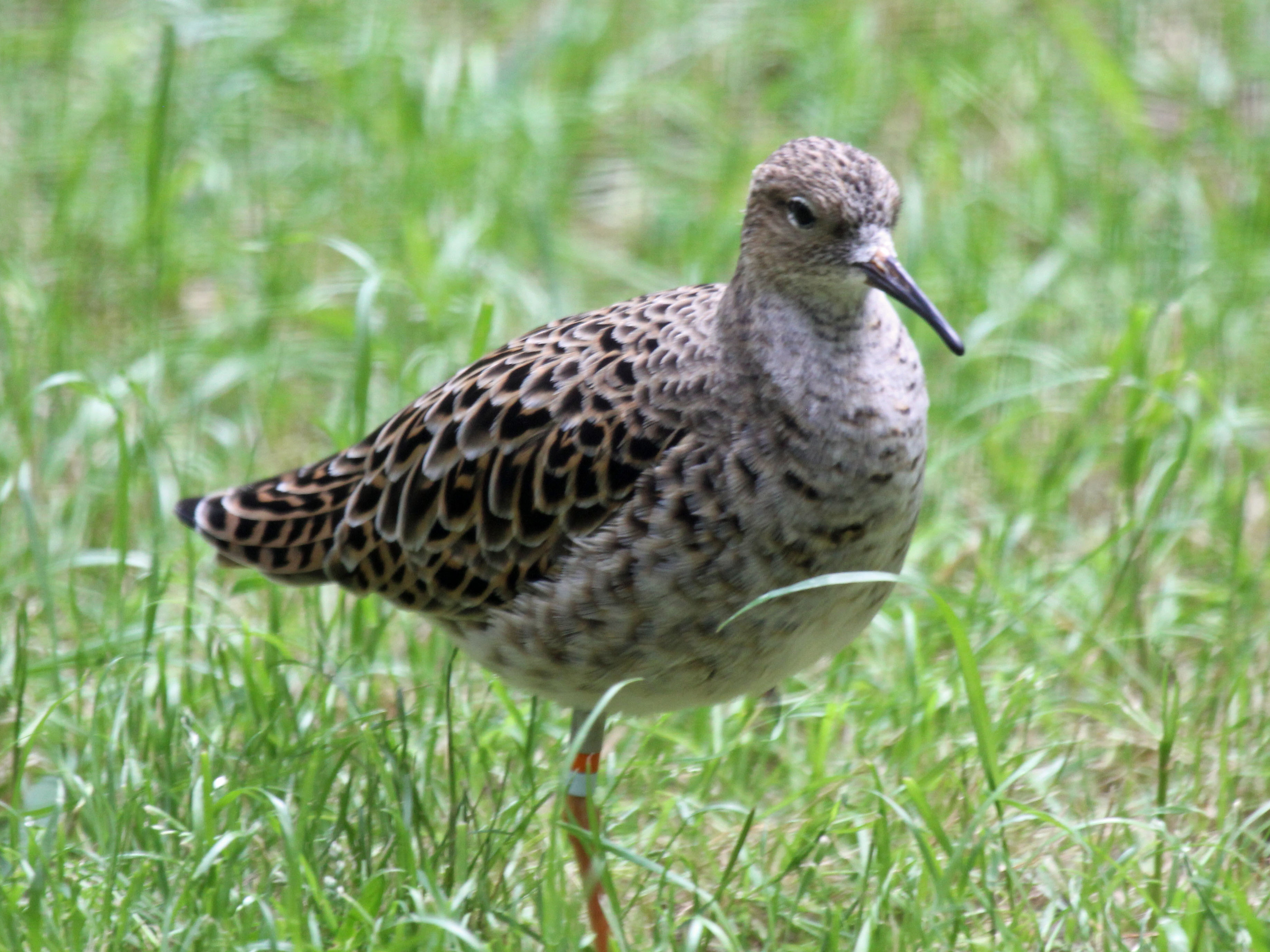
Samica w szacie godowej

Silnie zaznaczony dymorfizm płciowy. Samica wielkości kosa, samiec wyraźnie większy. Typowa sylwetka biegusa, nogi długie, mała głowa, krótka szyja, dziób krótszy od głowy, lekko wygięty do dołu. Ogon i kuper tylko po bokach białe. W szacie godowej, od kwietnia do sierpnia, pióra na przodzie szyi tworzą jednobarwną lub prążkowaną kryzę (czarną, czerwonobrązową lub białą). Długie, zakręcone pióra na potylicy tworzą rodzaj uszu. Przód i boki głowy nieopierzone, pokryte brodawkowatą skórą. Kolory „uszu”, kryzy i nagiej skóry silnie zmienne – od bieli, beżu, żółci, pomarańczu, po niebieski, purpurowy, czarny. Zmienny również rysunek – od jednolitego koloru po plamki i prążki. Wszystko to sprawia, że ubarwienie każdego z samców batalionów jest równie niepowtarzalne jak ludzkie linie papilarne. Odnosi się to również do ubarwienia nóg i dzioba. Grzbiet i skrzydła u wszystkich ptaków szarobrązowe z ciemnymi plamkami, brzuch jasnoszary. Pióra płaszcza często odstają. Dziób ciemny, kolor nóg zmienny – od czerni po oliwkowożółty i czerwony. Samice w szacie godowej mają wierzch ciała, szyję i pierś szarobrązową z dużymi czarnymi polami.
Samce w szacie spoczynkowej, samice i osobniki młodociane ubarwione podobnie. Można je pomylić wtedy z innymi bekasowcami. Wierzch ciała szarobrązowy z ciemnymi plamkami, brzuch jasny. Brak kryzy, „uszu”, a cała głowa, również u samców, opierzona. Mimo że samiec jesienią jest podobny do samicy, to jest jednak od niej o 1/3 większy. U młodych szyja i podgardle są rudawe, brązowoszary wierzch z wyraźniejszym łuskowaniem, brzuch beżowy, a nogi od barwy szlamistej do zielonkawej, potem przechodzą w żółtą, a u dorosłych w czerwonopomarańczową.
W locie na skrzydłach widać wąski jasny pas i ciemniejsze przyśrodkowe sterówki ogona, który jest od góry obrzeżony na biało.
Wymiary średnie
Długość ciała ok. 29–32 cm (samiec), 22–26 cm (samica). 
Rozpiętość skrzydeł ok. 44–59 cm.
Masa ciała ok. 70–255 g.

## Ekologia i zachowanie

### Biotop
Rozległe, wilgotne, krótko ścięte i słabo użytkowane łąki w pobliżu małych zbiorników wodnych, torfowiska oraz bagna. Preferuje pas północnoeuropejskiej i azjatyckiej tundry. W czasie przelotów odpoczywa na wilgotnych łąkach i mulistym podłożu.

### Głos
Zaniepokojone bataliony wydają głuche „ga gag ga”, ale raczej rzadko się odzywają.

### Rozród
Toki
Na lęgowiska samce wracają do Europy Środkowej pod koniec marca i na początku kwietnia, a 2–3 tygodnie później samice. Różnicę w czasie samce wykorzystują na dokończeniu pierzenia, tak, że zwykle samice zastają je już w barwach godowych. Na wiosnę samce podczas toków zbierają się w grupy na suchych miejscach wśród podmokłych łąk i bagien, a następnie rytualnymi walkami starają się zwrócić na siebie uwagę samic. Każdy samiec ma określone terytorium tokowe, z którego przywabia samice, o średnicy 25–40 cm. Broni go agresywnie. Cały ten teren porównywany jest do areny, w której centrum znajduje się samiec o najwyższej randze. Jak tylko zobaczą samice, samce stroszą pióra czubów i kryz, trzęsą głowami, rozkładają pióra ozdobne i ogony, drepczą w miejscu, podskakują, biegają tam i z powrotem. Wdają się też w udawane walki na dzioby i pazury z konkurentami. Samice przechadzają się między nimi i wybierają tego samca, który najokazalej przedstawił swoje upierzenie i barwy. Samiec w tym czasie kłania się im, mając nastroszone pióra. Mimo to zachowania te nie tworzą więzi pomiędzy partnerami. Po zapłodnieniu samce zostawiają samicę i wracają na tokowisko. Takie zachowania godowe powodują jednocześnie, że jeden samiec może zdobyć parę samic (które chętniej wybierają samce o wysokiej randze), a inne – żadnej.
Nie ma tu dłuższego łączenia się w pary, wspólnej budowy gniazda. Warto też wspomnieć o samcach satelitarnych, pozbawionych swojego terytorium. Nie wykazują agresywnego zachowania, więc są tolerowane przez inne samce.
Gniazdo
Na ziemi, w suchym miejscu. Samica wyszukuje wilgotne miejsca w trawach, gdzie wygrzebuje jamkę, którą wyścieła źdźbłami i liśćmi traw.
Jaja

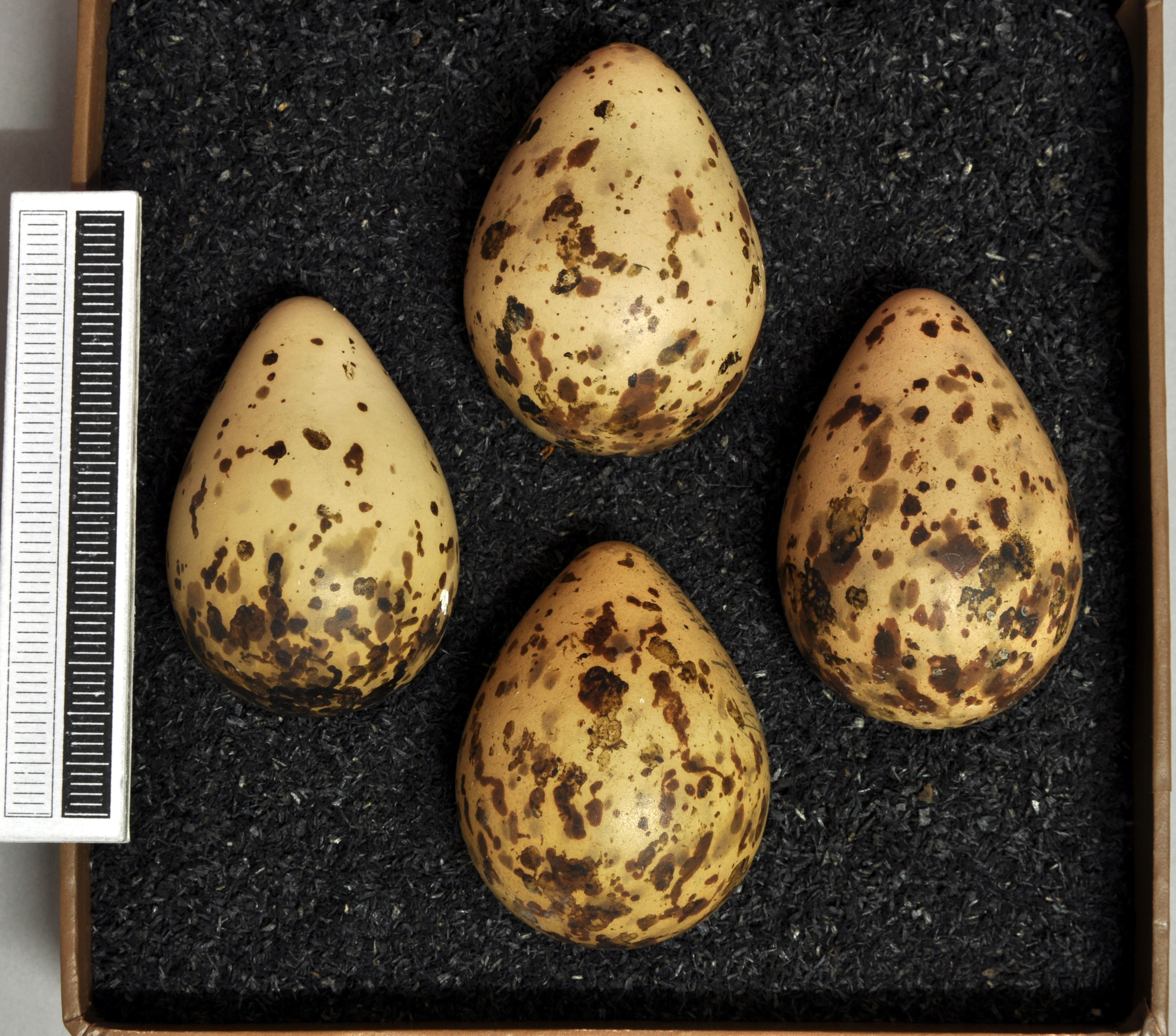
Jaja z kolekcji muzealnej

W ciągu roku wyprowadza jeden lęg, składając w maju–czerwcu 4 jaja o różnej barwie, przeważnie są brązowo lub zielonkawo nakrapiane.
Okres lęgowy

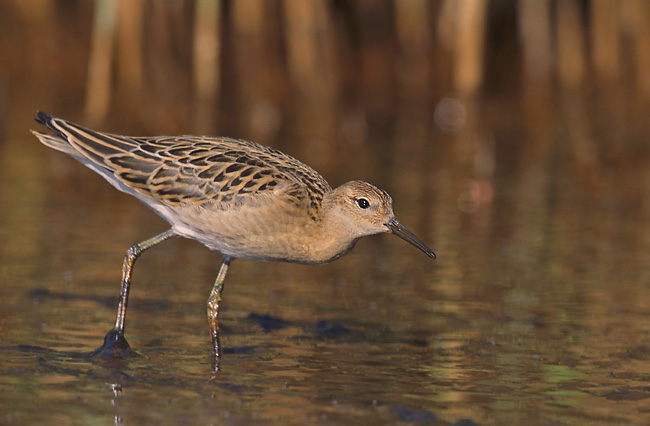
Osobnik młodociany

Jaja wysiadywane są przez okres 21–22 dni tylko przez samicę. Pisklęta usamodzielniają się po około 3 tygodniach. Opiekuje się nimi tylko samica. Od sierpnia bataliony zbierają się w liczne stada dochodzące nawet do tysięcy osobników. Jesienne przeloty trwają do października.

### Pożywienie
Bezkręgowce, głównie dorosłe owady i ich larwy, pająki, skorupiaki wodne oraz ślimaki, uzupełnione pokarmem roślinnym, a podczas przelotów i na zimowiskach zjadają też nasiona. Zbierają je z powierzchni ziemi, wybierają z wody lub chwytają w płytszych wodach. Batalion żeruje spokojnie, chodząc lub brodząc na płytkich głębokościach.

## Status i ochrona
Międzynarodowa Unia Ochrony Przyrody (IUCN) uznaje bataliona za gatunek najmniejszej troski (LC, Least Concern) nieprzerwanie od 1988 roku. Liczebność światowej populacji, wstępnie obliczona w oparciu o szacunki organizacji BirdLife International dla Europy z 2015 roku, zawiera się w przedziale 1,5–10 milionów osobników. Trend liczebności populacji uznawany jest za spadkowy.
W Polsce objęty ochroną gatunkową ścisłą; wymaga ochrony czynnej. Na Czerwonej liście ptaków Polski uznany za gatunek krytycznie zagrożony (CR) (dotyczy populacji lęgowej). Do 1995 roku był to ptak łowny.
Zagrożeniami dla tego gatunku są m.in. osuszanie bagien i zarastanie krzewami podmokłych łąk.

## Filatelistyka
Poczta Polska wyemitowała 28 lutego 1970 r. znaczek pocztowy przedstawiający tokujące bataliony o nominale 1,35 zł, w serii Ptaki łowne. Druk w technice offsetowej na papierze kredowym. Autorem projektu znaczka był Jerzy Desselberger. Znaczek pozostawał w obiegu do 31 grudnia 1994 r.